# 6742 Biandepei
6742 Biandepei eller 1994 GR är en asteroid i huvudbältet som upptäcktes den 8 april 1994 av de båda japanska astronomerna Kazuro Watanabe och Kin Endate vid Kitami-observatoriet. Den är uppkallad efter kinesen Bian Depei.
Asteroiden har en diameter på ungefär 5 kilometer.